# Guilherme Alves
Guilherme de Cássio Alves, mais conhecido como Guilherme Alves ou simplesmente Guilherme (Marília, 8 de maio de 1974), é um treinador e ex-futebolista brasileiro que atuava como atacante. Atualmente comanda o Amazonas.
Ficou famoso no Atlético Mineiro entre 1999 e 2003 e encerrou a carreira com apenas 31 anos, devido a problemas cardíacos e lesões.

## Carreira como jogador
Aos 9 anos já vestia a camisa 9 do infantil do Marília.
Começou a carreira profissional no Futebol Marília em 1992. Se destacou no Paulistão de 93, onde foi artilheiro do time com 10 gols, e despertou a atenção de Telê Santana, então técnico do São Paulo, e alguns dirigentes do clube, que o contrataram em julho do mesmo ano.
Acertou com o clube paulista em 1993. Logo no primeiro ano, foi campeão da Supercopa da Libertadores, Libertadores e da Copa Intercontinental. No ano seguinte, ajudou o Tricolor em mais duas conquistas sul-americanas oficiais, a Copa Conmebol e a Recopa Sul-Americana.
Após se destacar em um Torneio realizado em Santiago de Compostela, deixou o São Paulo em 1995, negociado com o Rayo Vallecano, da Espanha.
Em 1997, retornou ao Brasil para defender o Grêmio, contratado por 3,5 milhões de dólares. Foi artilheiro do time no Campeonato Brasileiro e Campeonato Gaúcho, e permaneceu até o fim da Taça Libertadores da América de 1998.
No segundo semestre de 1998 foi defender o Vasco da Gama, mas por ter atuado pelo Grêmio, não pôde ser inscrito pelo clube cruzmaltino para a disputa do Campeonato Brasileiro do mesmo ano. Porém, em 1999, foi artilheiro do Torneio Rio-São Paulo, campeonato que o ajudou seu time a conquista.
Sem espaço no Vasco, que tinha Edmundo, Viola e Donizete, ainda em 1999, transferiu-se para o Atlético Mineiro. E foi lá, no time de Minas , que o centroavante viveu seu melhor momento na carreira. No Brasileirão daquele ano, Guilherme foi artilheiro e conduziu o time à final do campeonato. O Atlético Mineiro acabou com o vice-campeonato.
Em 2002, foi para o Corinthians. Emprestado pelo Galo, o atacante chegou ao clube do Parque São Jorge para a disputa do Brasileirão. Logo em sua estreia, em jogo contra o Internacional, no Pacaembu, Guilherme provou que continuava com faro de gol. Ele marcou dois contra o Colorado na vitória corintiana por 3 a 2.
No entanto, a passagem de Guilherme pelo Corinthians não ficou marcada apenas por gols. Em outubro daquele ano, o jogador se envolveu, próximo à cidade de Marília, num grave acidente automobilístico que resultou na morte de duas pessoas. Em fevereiro de 2003, por conta deste acidente, ele foi condenado por homicídio culposo (sem intenção de matar), lesões corporais e falsidade ideológica, a cinco anos e quatro meses de prisão em regime semiaberto. Psicologicamente abalado, não voltou a jogar o mesmo futebol no Corinthians, que acabou sendo vice-campeão brasileiro daquele ano.
Retornou ao clube mineiro e pouco tempo depois deixou o país mais uma vez para defender o Al-Ittihad, da Arábia, onde ficou por apenas uma temporada.
Em 2004 surpreendeu e foi para o maior rival do Atlético, o Cruzeiro, clube pelo qual voltou a ser Campeão Mineiro e fez 13 gols em 39 partidas durante toda a temporada.
Deixou o clube azul e foi para o Botafogo em 2005. Ao lado de Ramon Menezes, teve seu salário pago pela Kappa. Embora tenha sido o artilheiro do clube no Campeonato Carioca com 5 gols, Guilherme era perseguido pela torcida pela pouca mobilidade nos jogos do clube e pela ausência de gols no restante da temporada. Uma lesão o afastou do time e prejudicou ainda mais sua passagem pelo time. Voltou ao final daquele ano, mas não permaneceu para a temporada seguinte, pois encerrou sua carreira nos gramados após se contundir.

### Seleção Brasileira
Guilherme disputou seis partidas pela Seleção Brasileira em 2000 e 2001, marcando um gol, numa partida contra a Seleção Peruana, no dia 15 de julho de 2001.

## Carreira como auxiliar técnico
No começo de 2006, o atacante estava se recuperando no Corinthians, mas uma outra séria lesão na coxa o afastou de vez dos gramados. Guilherme então foi convidado pelo Marília, no início de 2007, para ocupar o cargo de auxiliar técnico. Permaneceu no cargo até o término do Campeonato Brasileiro da Série B de 2007.
Em 2010, exerceu o cargo de auxiliar técnico do Atlético juntamente com Nei Pandolfo e Freddy Rincón, permanecendo no cargo até a saída do então treinador do clube Vanderlei Luxemburgo.

## Carreira como treinador
No dia 15 de fevereiro de 2011, foi anunciado como treinador do Ipatinga, onde permaneceu até o termino do Campeonato Mineiro de 2011.
Em 2012, retornou novamente ao Marília, só que como treinador principal.

### Grêmio Novorizontino
No final de 2013, Guilherme foi apresentado como novo treinador do Grêmio Novorizontino chegando como um dos principais responsáveis com a ascensão do Marília para a Série A2 do Paulistão. Com sua chegada, houve grande reformulação no elenco do Tigre do Vale e Guilherme conquistou não só o acesso para a Série A2 como também conquistou o título da divisão sobre o Independente.
Guilherme renovou contrato com o clube e comandou a equipe durante a Série A2 de 2015. Em 01 de junho de 2016, após quase três anos no comando do Grêmio Novorizontino, Guilherme Alves deixou o comando do clube, pois a equipe não teria calendário para o segundo semestre do ano. O treinador que completaria três anos de trabalho no Novorizontino, fez história no clube com seus belos trabalhos, conquistas, acessos e fidelidade à diretoria, pois durante competições tanto da Série A2 de 2015 e Paulistão de 2016 o treinador recebeu propostas de outros clubes, mas permaneceu.

### Vila Nova
Guilherme Alves, não permaneceu sem clube por muito tempo, no mesmo mês de junho de 2016, ele foi confirmado como novo treinador do Vila Nova-GO. Chegou em um momento conturbado, onde a equipe somava apenas sete pontos e estava à beira da zona de rebaixamento após oito rodadas de Série B. Ele fez boa campanha levando o clube a ser postulante à uma das vagas para a Série A do Campeonato Brasileiro 2017, conseguindo importantes pontos fora de casa com vitórias contra Vasco, Bahia e Paraná, mas perdendo pontos preciosos em seus domínios, contra CRB, Criciúma e Londrina, o que custou caro às pretensões do Tigrão na competição. Após receber uma proposta do futebol paulista em novembro, Guilherme Alves acabou deixando o comando do Vila Nova.

### Linense
No dia 9 de novembro de 2016, o Linense confirmou Guilherme Alves como novo treinador da equipe para o Paulistão de 2017, o treinador irá cumprir o seu contrato com o clube anterior até o fim da Série B, e após o término da competição se apresentará  no novo clube visando a próxima temporada.
Guilherme deixou o comando do Linense em 20 de fevereiro de 2017, com três pontos no Grupo B, apenas a um da Ferroviária, primeiro na zona de classificação à próxima fase do Paulistão.

### Portuguesa
Guilherme Alves acertou com a Portuguesa para comandar no Estadual de 2018, pois o clube não terá calendário com competições nacionais em 2018. Em 6 de fevereiro de 2018, Guilherme Alves entregou o cargo de treinador, após uma sequência negativa de resultados e a intensificação de protestos da torcida após a derrota para o Oeste. Guilherme deixou o clube paulista em 13° lugar no Paulista A2, com quatro pontos, a um da zona de rebaixamento. Foi a primeira passagem dele no comando da Lusa, sendo 1 vitória, 1 empate e 3 derrotas em 5 jogos no comando do clube.

### Retorno ao Marília
Em 3 de fevereiro de 2020, foi anunciado seu retorno ao Marília para a temporada 2020.
Após quatro temporadas, foi desligado do clube em 17 de abril de 2023.

### Velo Clube
No final de janeiro de 2024, Guilherme assume como técnico do Velo Clube que vinha de uma campanha jogando na série A2 e após algumas contratações e ajustes, mesmo não tendo um bom desempenho na primeira fase do Paulista, o técnico consegue levar o time para a semi-final derrotando o time do Juventus da Mooca dando acesso ao clube na série A1 do Paulista após 45 anos.

### Água Santa
Em 10 de junho de 2024, foi liberado pelo Velo Clube de forma temporária para ser o técnico do Água Santa na Série D do Campeonato Brasileiro 2024.

## Títulos como jogador
São Paulo
- Copa Libertadores da América: 1993
- Supercopa Libertadores: 1993
- Copa Intercontinental: 1993
- Recopa Sul-Americana: 1994
- Copa CONMEBOL: 1994

Vasco da Gama
- Torneio Rio-São Paulo: 1999
- Taça Rio: 1999

Atlético Mineiro
- Campeonato Mineiro: 2000

Cruzeiro
- Campeonato Mineiro: 2004

### Artilharias
Vasco da Gama
- Torneio Rio–São Paulo: 1999 (5 gols)

Atlético Mineiro
- Campeonato Brasileiro: 1999 (28 gols)
- Copa Sul-Minas: 2001 (8 gols)
- Campeonato Mineiro: 2001 (10 gols) e 2003 (13 gols)
- Seleção Mineira do Século XXI - Rádio CBN 106.1
- É o sétimo maior artilheiro da história do Clube Atlético Mineiro com 139 gols e foi recentemente homenageado junto a outros atletas que nesses 100 anos de história conquistaram títulos, artilharias, recordes de partidas, entre outros feitos.

## Títulos como treinador
Velo Clube
- Campeonato Paulista - Série A2: 2024